# Шлемко, Дмитрий Васильевич
Дмитрий Васильевич Шлемко (укр. Дмитро Васильович Шлемко; род. 24 января 1950, Белелуя, Станиславская область) — украинский политический деятель и экономист. Народный депутат Украины V—VIII созывов. Член Политического совета и Президиума партии Всеукраинское объединение «Батькивщина», с 1999 года возглавляет её Ивано-Франковскую областную организацию.

## Образование
Окончил с медалью Снятынскую среднюю школу-интернат. Будучи не только участником, но и победителем областных олимпиад по истории и математике, выбрал исторический факультет Ивано-Франковского педагогического института имени Василия Стефаника, в котором учился с 1967 до 1971 года по специальности учитель истории и обществоведения, а в 1978 году окончил аспирантуру Института экономики АНУ.
Кандидат экономических наук (1985), доцент (1989). Подготовил и издал более 50 научных работ.

## Карьера
С 1973 по 1978 год являлся секретарем комитета комсомола Ивано-Франковского техникума советской торговли, инструктором-информатором ЛКСМУ, заведующий отделом комсомольских организаций обкома ЛКСМ Украины. В 1978 году был инженером научно-исследовательского сектора Ивано-Франковского института нефти и газа.
После этого Шлемко длительное время занимался преподавательской деятельностью. С 1978 по 1980 год был преподавателем политэкономии Ивано-Франковского кооперативного техникума. С 1980 по 1990 год прошел путь от ассистента до декана общетехнических факультетов, доцента кафедры политэкономии и заведующего кафедрой научного коммунизма Ивано-Франковского института нефти и газа.
С ноября 1990 до августа 1991 года работал секретарём обкома КПУ по совместительству. С 1990 по 1995 год являлся заведующим кафедрой политэкономии и социологии, а с 1995 по 2005 год — заведующим кафедрой экономической теории Ивано-Франковского института нефти и газа. С 2005 по 2006 год Шлемко был заместителем председателя Ивано-Франковской областной государственной администрации.
На парламентских выборах 1998 года баллотировался по избирательному округу № 84 Ивано-Франковской области как член партии Межрегиональный блок реформ. Занял 14 место из 21 претендентов. Параллельно баллотировался от предвыборного блока партий «Социально-либеральное объединение» (СЛОн) (№ 16 в списке), однако эта политсила набрала 0,90 % голосов избирателей и в парламент не попала.
На следующих парламентских выборах 2002 года баллотировался по списку «Блока Юлии Тимошенко» (№ 30 в списке), но и тогда депутатом избран не был.
Тем не менее на парламентских выборах 2006 и 2007 годов он становился народным депутатом от БЮТ, дважды получив № 35 в избирательном списке этой политсилы. Оба раза был членом Комитета Верховной Рады по вопросам экономической политики.
На парламентских выборах 2012 года стал народным депутатом от партии Всеукраинское объединение «Батькивщина» под № 30 в избирательном списке. Являлся заместителем председателя фракции и председателем подкомитета по вопросам государственной экономической политики Украины Комитета Верховной Рады по вопросам экономической политики.
На внеочередных парламентских выборах 2014 года избран народным депутатом от партии Всеукраинское объединение «Батькивщина» под № 11 в избирательном списке. Являлся председателем подкомитета по вопросам регламента Комитета Верховной Рады по вопросам регламента и организации работы Верховной Рады. 4 июня 2015 года объявил о сложении полномочий народного депутата.

## Семья
Украинец. Отец Василий Дмитриевич (1932) — колхозник, пенсионер. Мать Елена Тимофеевна (1928—1990). Жена Ольга Владимировна (1959) — заведующая кафе-бара. Дочь Наталья (1972).

## Награды
Награждён грамотой Президиума Верховной Рады Украины (1987).